# Hidrografía de Nuevo León

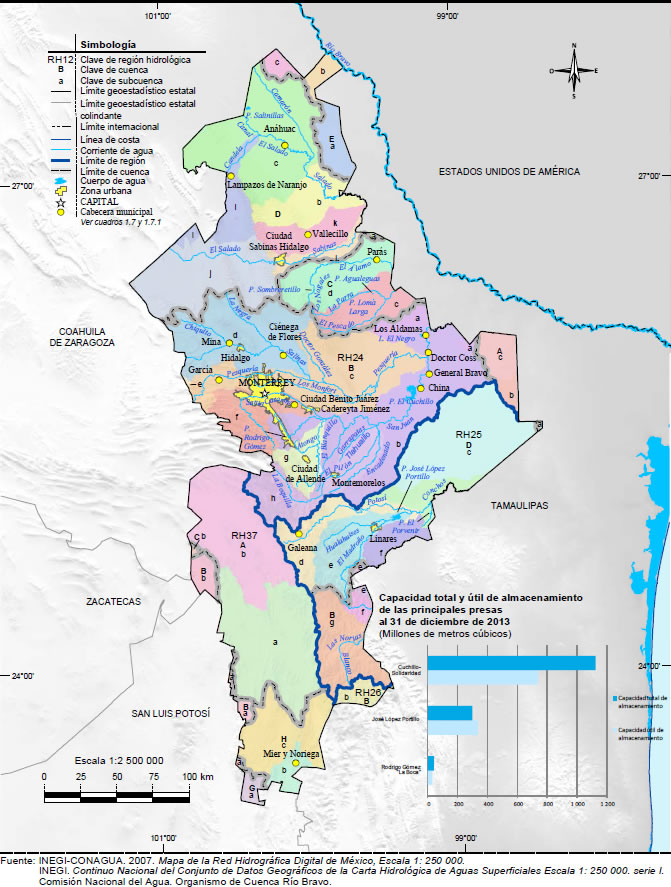
Hidrografía de Nuevo León

La Hidrografía de Nuevo León está distribuida en cuatro regiones hidrológicas: RH24 “Bravo-Conchos”, RH25 “San Fernando-Soto la Marina”, RH26 “Pánuco” y RH37 “El Salado”.

## Hidrografía Superficial

### Región hidrológica RH24 “Bravo-Conchos”
Cubre el 59.37% de la superficie estatal, drenando las aguas del centro y norte de la entidad hacia el río Bravo para verter finalmente sus aguas al Golfo de México. Las cinco cuencas de esta región hidrológica y la porción del territorio estatal que cobijan son: Río Bravo-San Juan (30.9%), Presa Falcón-Río Salado (21%), Río Bravo-Sosa (5.88%), Río Bravo-Nuevo Laredo (2.45%) y Río Bravo-Matamoros-Reynosa (1.59%).
El río Bravo nace en las montañas de San Joaquín en el estado de Colorado, Estados Unidos, con el nombre de Río Grande; tiene una extensión de 3,034 km y marca el límite entre los Estados Unidos de América y México, en la porción que corresponde entre Ciudad Juárez y su desembocadura en el Golfo de México.
El río San Juan nace en el Arroyo la Chueca en Nuevo León y desemboca en el Río Bravo en Tamaulipas. Es el más importante del estado de Nuevo León ya que abastece a la Presa El Cuchillo, construida para llevar agua a la Zona Metropolitana de Monterrey.

### Región hidrológica RH25 “San Fernando-Soto la Marina”
Cubre el 17.99% de la superficie estatal, drenando las aguas del sureste de la entidad hacia los ríos San Fernando y Soto la Marina los cuales finalmente vierten sus aguas al Golfo de México. Las dos cuencas de esta región hidrológica y la porción del territorio estatal que cobijan son: Río San Fernando (14.07%) y Río Soto la Marina (3.92%).
El río San Fernando nace en el Cerro El Potosí, en Nuevo León, con el nombre de río Potosí, luego al unirse con el río Pablillo toma el nombre de río Conchos que por un corto tramo sirve de límite entre los estados Nuevo León y Tamaulipas; al pasar por el municipio de San Fernando toma el nombre de río San Fernando. Tiene una longitud 400 km y una cuenca 17,744 km²; desemboca en el Golfo de México, específicamente en la laguna Madre.
El río Soto la Marina nace en la Sierra Madre Oriental en el estado de Nuevo León con el nombre de río Blanco, al ingresar a Tamaulipas toma en nombre de río Purificación y después de la presa Vicente Guerrero toma el nombre de río Soto la Marina. Tiene una longitud 416 km y una cuenca 21,183 km². Desemboca en el golfo de México, específicamente en la Laguna Madre.

### Región hidrológica RH26 “Pánuco”
Cubre el 0.75% de la superficie estatal, abarcando solo una pequeña porción en el sureste de la entidad. Comprende dentro del estado de Nuevo León parte de la cuenca del Río Tamesí.

### Región hidrológica RH37 “El Salado”
Cubre el 19.44% de la superficie estatal correspondiente al suroeste de la entidad. Los escurrimientos son superficiales y escasos, las corrientes naturales de tipo permanente son mínimas, lo que hace de esta área una zona semidesértica.

## Presas y lagos
Las principales lagunas y lagos del estado son: Laguna El Negro en Los Aldamas, Laguna de Sánchez en Santiago,  Laguna de Labradores en Galeana, Laguna Salinillas en Anáhuac.
Las principales presas del estado son: Presa el Cuchillo, Presa Cerro Prieto, Presa Rodrigo Gómez “La Boca”, Presa Agualeguas, Presa Sombreretillo, Presa el Porvenir, Presa Loma Larga, Presa Salinillas y Presa los Monfort.

## Hidrografía Subterránea
El notable desarrollo industrial y la creciente explosión demográfica de la Zona Metropolitana de Monterrey implican mayor demanda de agua; sin embargo, la escasa disponibilidad de este recurso y su irregular distribución en la temporada de lluvias redundan en una recarga reducida de los acuíferos, por lo que las aguas subterráneas resultan de particular importancia para la entidad.
CONAGUA tiene delimitados 23 acuíferos en la entidad, de los cuales 11 están sobreexplotados. En general el estado presenta un balance hídrico negativo; es decir que la extracción supera a la recarga, con un déficit de 32 millones de metros cúbicos. Los acuíferos más sobreexplotados son: 1906 Área Metropolitana de Monterrey, 1914 Citrícola Sur, 1902 Sabinas-Paras y 1912 Citrícola Norte; entre estos cuatro suman un déficit de 135 millones de metros cúbicos.